# Hamburger Osterunruhen
Als Hamburger Osterunruhen werden bewaffnete Auseinandersetzungen zwischen Aufständischen und (halb-)staatlichen Sicherheitseinheiten in Hamburg im April 1919 bezeichnet. Sie gelten als Vorspiel der im Juni 1919 ausgebrochenen Sülzeunruhen.

## Ablauf
Am 16. April 1919 forderten hamburgweite Arbeitslosendemonstrationen eine Erhöhung der kurz zuvor gekürzten Arbeitslosenunterstützung sowie eine gerechte und erschwingliche Lebensmittelverteilung und zogen vor das Universitätsgebäude am Dammtor. Dort hatte sich der neugewählte Arbeiterrat Groß-Hamburg zu einer ersten Sitzung zusammengefunden. 
Nach der Überbringung der Forderungen zog der Arbeiterrat zusammen mit der Demonstration zum Hamburger Rathaus, um dort mit dem Senat zu verhandeln. Dort sagten die anwesenden Senatoren und der Bürgerschaftspräsident Berthold Grosse eine Überprüfung des Anliegens zu.
Nachdem vergeblich versucht worden war, in das Rathaus durch das Hauptportal einzudringen, setzte sich aus der Demonstration heraus eine Gruppe ab, die, über den Jungfernstieg ziehend, in Cafés und Restaurants Essen raubte, den Alsterpavillon stürmte und den dortigen Angestellten Lebenmittelmarken abnahm. Im Anschluss kam es zu Einbrüchen in Wohnungen und Lagerhäusern sowie Überfällen auf offener Straße und auf Villen an der Alster.
An den Osterfeiertagen am 20. und 21. April kam es zu Überfällen auf die Davidwache in St. Pauli sowie auf weitere Wachen in der Hamburger Innenstadt und in Hammerbrook, bei den es zu stundenlangen Feuergefechten kam. In diesem Zusammenhang kam es ebenso zur Befreiung von Gefangenen aus dem Polizeigefängnis und zur Besetzung von Wachen der im Zuge der Novemberrevolution gegründeten Volkswehren.:83f. Bis zum 23. April kamen bei den Unruhen neun Menschen ums Leben.
Am 23./24. April wurde vom Kommandanten von Groß-Hamburg Walther Lamp’l der Belagerungszustand über Hamburg, Altona und Wandsbek ausgerufen, wodurch die zivile Gewalt auf ihn überging. Zusätzlich wurde eine Sperrstunde verhängt sowie Versammlungen unter freiem Himmel verboten und in geschlossenen Räumen genehmigungspflichtig. Mit verschärften Strafbestimmungen standen Angriff und Widerstand gegen Sicherheitskräfte unter Androhung der Todesstrafe. In den darauffolgenden Tagen wurden sämtliche Sicherheitskräfte zusammen mit der Freiwilligen Wachabteilung Bahrenfeld in St. Pauli und dem Gängeviertel zusammengezogen und die Viertel abgeriegelt. Dabei erging an die Bahrenfelder der Auftrag „St. Pauli von dem Verbrechergesindel zu säubern“ sowie der „Neustadt einer gründlichen Reinigung“ zu vollziehen.:70 Nach Durchsuchungen in Wohnungen und Gaststätten kam es zu Verhaftungen von Tätern und der Sicherstellung von Waffen und Diebesgut. Zum Schutz der dortigen Lebensmittellager wurde eine Torpedobootflottile in den Hamburger Hafen beordert.
Am 30. April 1919 wurde der Belagerungszustand aufgehoben. Nach Angaben der Polizei soll es insgesamt zu 560 Einbrüchen und Plünderungen in Hamburg gekommen sein. Im Laufe der Osterunruhen starben 18 Menschen, unter ihnen sechs Personen, die als Plünderer auf der Stelle erschossen wurden.

## Epilog
Im Anbetracht der Osterunruhen beschloss der Hamburger Senat zur sozialen Befriedung der Situation eine umfangreiche Erhöhung der Arbeitslosenunterstützungssätze von den vom Reichsarbeitsministerium vorgeschrieben 5 Mark auf 7,50 Mark pro Werktag. Der Parteisekretär der Hamburger KPD Rudolf Lindau führte später aus, dass die Bewaffnung der Demonstranten erst geschah als die Wachabteilung Bahrenfeld das Feuer auf diese eröffnete.:124 Ein von der Bürgerschaft eingesetzter Untersuchungsausschuss vermutete, dass ein Teil der beschlagnahmten Waffen von der Volkswehr und ihren Standorten am Hauptbahnhof und dem Stadthaus stamme. Dabei konnte nicht geklärt werden, ob die Angehörigen der Volkswehr die Waffen freiwillig den Demonstranten übergaben oder unter Zwang entwaffnet wurden.:83
Der Historiker Klaus Weinhauer sieht in den Osterunruhen weniger soziale Auseinandersetzungen als  „bewaffnete lokale Ordnungskonflikte“ um die Berechtigung „das staatliche Gewaltmonopol in diesen Stadtteilen durchzusetzen“.:30f.
Wenige Wochen später brachen im Juni 1919 in Folge eines Lebensmittelskandals die Sülzeunruhen in Hamburg aus.